# 芦山堂
24°44′11″N 118°08′45″E / 24.73639°N 118.14583°E
芦山堂位于中国福建省厦门市同安区大同街道西北部，1988年被列为同安县文物保护单位，1991年被列为福建省文物保护单位。
芦山堂始建于五代，是苏颂高祖左屯卫将军苏光诲的府第。北宋天禧四年（1020）苏颂诞生于此，后历任刑部尚书、吏部尚书等职，曾主持创造“水运仪象台”并主持编著《本草图经》。芦山堂后被改建成苏氏祠堂，现存建筑为清末重建。
芦山堂坐西北朝东南，建筑面积约990平方米，硬山顶，以花岗岩和红砖砌墙。